# دان بدو
دن بدو (انگلیسی: Don Beddoe؛ ۱ ژوئیهٔ ۱۹۰۳ – ۱۹ ژانویهٔ ۱۹۹۱) یک هنرپیشه اهل ایالات متحده آمریکا بود. وی بین سال‌های ۱۹۳۷ تا ۱۹۸۴ میلادی فعالیت می‌کرد.

## فیلم‌شناسی
از فیلم‌ها یا برنامه‌های تلویزیونی که وی در آن نقش داشته است می‌توان به مرد محبوب و موفق، جنگل پنهان تارزان و شب شکارچی اشاره کرد.